# Dimítar Popov
Dimitar Iliev Popov (búlgar: Димитър Попов; Kula, 26 de juny de 1927―5 de desembre de 2015) va ser un polític i advocat búlgar, candidat a les eleccions de 1992 i líder del Partit Nacional Democràtic Búlgar.

## Activitats professionals
Va ser educat en la Universitat de Sofia, on es va graduar com advocat. Va treballar breument com a miner (1953-1955) i després com a assessor jurídic. Va ser Jutge del Tribunal Municipal de Sofia (1972-1990). Per la seva imparcialitat en el Poder Judicial li van escollir per dirigir un gabinet de transició.

## Activitats polítiques
Fou el Primer Ministre de Bulgària (1990-1991), li va correspondre dirigir un govern de consens nacional, amb el suport de la seva col·lectivitat, el Partit Nacional Democràtic Búlgar i amb la participació de la majoria dels partits polítics, després d'un període de vagues que van derrocar el govern anterior.
En les eleccions presidencials de 1992 va ser candidat a la presidència, sense èxit, ja que va aconseguir solament 32.606 vots, corresponents al 0,64% dels sufragis.